# Itaí
Itaí es un municipio brasileño del estado de São Paulo. Se localiza a una latitud de 23°25'04" Sur y una longitud de 49°05'27" Oeste, estando a una altitud de 614 metros sobre el nivel del mar. Su población estimada en el año 2004 era de 23.878 habitantes.

## Historia
El origen de la ciudad de Itai, fue el antiguo pueblo de Santo Antonio da Ponta da Serra, fundada a mediados del siglo XIX por un grupo de agricultores, que se organizó en torno a una capilla. Este desarrollo inicial pequeña favorecido la transformación de la ciudad a la ciudad con el nombre de Santo Antonio da Boa Vista, del municipio de Itapeva, el 16 de abril de 1874.
El 1 de mayo de 1891, fue elevado a un pueblo, y hasta el 25 de noviembre de 1920, fue nombrado Itai, cuyo significado es en Tupi "piedra de río." 
Es el lugar de nacimiento de la primera aviadora brasileña, Anésia Pinheiro Machado.
- Datos: Q1648305
- Multimedia: Itaí / Q1648305